# モーター新党
モーター新党（モーターしんとう）は、平成初期に活動した、日本の政治団体。略称は「モーター」。

## 概要
1992年（平成4年）の第16回参議院議員通常選挙で候補者を擁立した、いわゆるミニ政党の1つである。党代表は、元進歩党員で自動車・道路交通行政ジャーナリストの大久保力。党の設立は1983年（昭和58年）5月11日と比較的早いが、第16回参院選が初の国政挑戦である。東京都小金井市に主たる事務所を置いていた。
10人が比例区で立候補し、名簿登載第1位に大久保、第2位に工学博士の樋口健治、第3位に俳優・フォーク歌手のマイク眞木、第6位にラリードライバーの菅原義正、第7位に漫画家の中山蛙がいる。また推薦者には、レーサー・ライダーからは生沢徹、北野元、黒沢元治、千石清一、平忠彦、高橋国光、中嶋悟、星野一義など、俳優・歌手・タレントからは宇崎竜童、清水國明、夏木陽介、根津甚八、藤巻潤などが名を列ねている。
選挙公報では「ライダーとドライバーの主張を国政に！」、「もっと安全なクルマ社会を！」とのメッセージを掲げ、自動車関連にのみ主張を絞っている。公約には、(1) 交通教育を義務教育に導入、(2) 地球環境とクルマ社会の調和、(3) 渋滞・駐車場問題の改善、(4) 不公平な自動車関係諸税の見直し、(5) 高速道路諸問題（料金・速度規制等）の改善、(6) クルマ社会成熟のためのモータースポーツ促進、の6項目を掲げている。なお第16回参院選では、同じく自動車関連の公約を前面に打ち出したミニ政党に全日本ドライバーズクラブも存在する。
選挙結果は、全国で211,514票（得票率0.47％、全38政党中14位）を集めたものの、議席獲得はならなかった。
この選挙以後においては、モーター新党の目立った活動は見られない。代表の大久保は、1996年（平成8年）の第41回衆議院議員総選挙において、東京都第18区の自由民主党候補として民主党の菅直人に挑んでいる。しかし新進党候補の金森隆、日本共産党候補の戸田定彦共々、菅におよそ5倍の得票差をつけられ大敗した。

## 注
1. ↑  紀伊國屋書店BookWeb
2. 1 2  自治省選挙部政治資金課『政治団体名簿 平成5年版』地方財務協会、2頁。
3. 1 2  「参議院比例代表選出議員選挙選挙公報」（モーター新党部分）平成4年7月26日執行。